# Hilda Anthony
Hilda Anthony (née Hilda Madeline Elizabeth Antonietti le 13 juillet 1886 à Santiago (Chili) – morte à Hampstead (Londres) le 17 avril 1962), parfois créditée Hilda Antony, est une actrice de théâtre de l'époque édouardienne active à Londres. Après la Grande guerre, elle a joué dans quatre films muets.

## Sa jeunesse
Enfant de la balle, Hilda Madeline Elizabeth Antonietti était la fille d'un professeur de musique et directeur d'opéra italien et d'une musicienne britannique. Parmi ses frères, l'un, Arturo Romeo Antonietti, s'est produit au théâtre sous le nom de Vernon Steele, et l'autre, Aldo Antonietti, était violoniste.

## Carrière
Parmi ses films muets, on trouve Married Life (1921), The Puppet Man (1921),  The Cardboard Box (1923, de la série Les dernières aventures de Sherlock Holmes) et What the Butler Saw (1924).
Habituée des vaudevilles de la scène londonienne, on l'a vue se produire néanmoins dans les comédies musicales Alice au Pays des Merveilles (1900-1901) et Scrooge (1901, 1903), puis dans La princesse devenue pauvre (1902-1903), A Privy Council (1905), The Beauty of Bath (1906-1907), Pro Tem (1908), Stingaree, the Bushranger (1908) aux côtés d'Henry Ainley,, Paid in Full (1908), The Education of Elizabeth (1908), Beethoven (1910, à nouveau avec Henry Ainley), Orphée dans le métro (1911), Autumn Manoeuvres (1912), Joseph and his Brethren (1913), Jerry (1916), Almond Eye (1923-1924), Murder in Mayfair (1934-1935) et Comedienne (1938).

## Vie privée
Hilda Anthony a épousé en 1913 l'acteur Owen Roughwood et est devenue veuve en 1947.